# Boudewijn IV van Vlaanderen
Boudewijn IV bijgenaamd met de Baard (ca. 980 - 30 mei 1035) was graaf van Vlaanderen van 988 tot aan zijn dood.

## Biografie
Boudewijn met de Baard was de zoon van Arnulf II en Rosela van Italië, dochter van Berengarius II van Italië, de door keizer Otto I onttroonde koning van Italië. Toen zijn vader in 988 overleed, was Boudewijn nog minderjarig en werd de autonomie van het graafschap Vlaanderen bedreigd door het koninkrijk Frankrijk, waartoe het nominaal behoorde. Een tweede huwelijk van Boudewijns moeder, Rosela, met Robert II de Vrome, zoon en opvolger van de Franse koning Hugo Capet, kon dit gevaar echter bezweren.
Bij zijn meerderjarigheid nam Boudewijn het bestuur stevig in handen: hij stelde paal en perk aan de onder zijn vader ontstane gezagscrisis in het noorden van het graafschap (Gent, Waasland, Kortrijk) en dwong bij de graven in het zuiden (Boulogne, Guînes, Hesdin en Saint-Pol) de erkenning van zijn suzereiniteit af. Boudewijn benoemde de heer van Gistel tot zeegraaf, belast met de kustverdediging.
Boudewijn verplaatste de belangstelling van de Vlaamse graven, die tot dan toe op het zuiden was gericht, naar het oosten en veroverde aanzienlijke gebieden op de rechteroever van de Schelde. In 1006 veroverde hij, samen met Lambert I van Leuven, de markgraafschappen Valencijn en Ename. Een gezamenlijke tegenaanval door keizer Hendrik II de Heilige en koning Robert II, werd afgeslagen. In 1007 veroverde Hendrik II de burcht van Gent. Uiteindelijk verzoenden Lambert I en Boudewijn IV zich in Aken (stad) met Hendrik II en trokken zij zich terug uit Valencijn. Boudewijns gebieden binnen het Heilige Roomse Rijk bleven afhankelijk van de Duitse keizer, en kregen de naam Rijks-Vlaanderen.

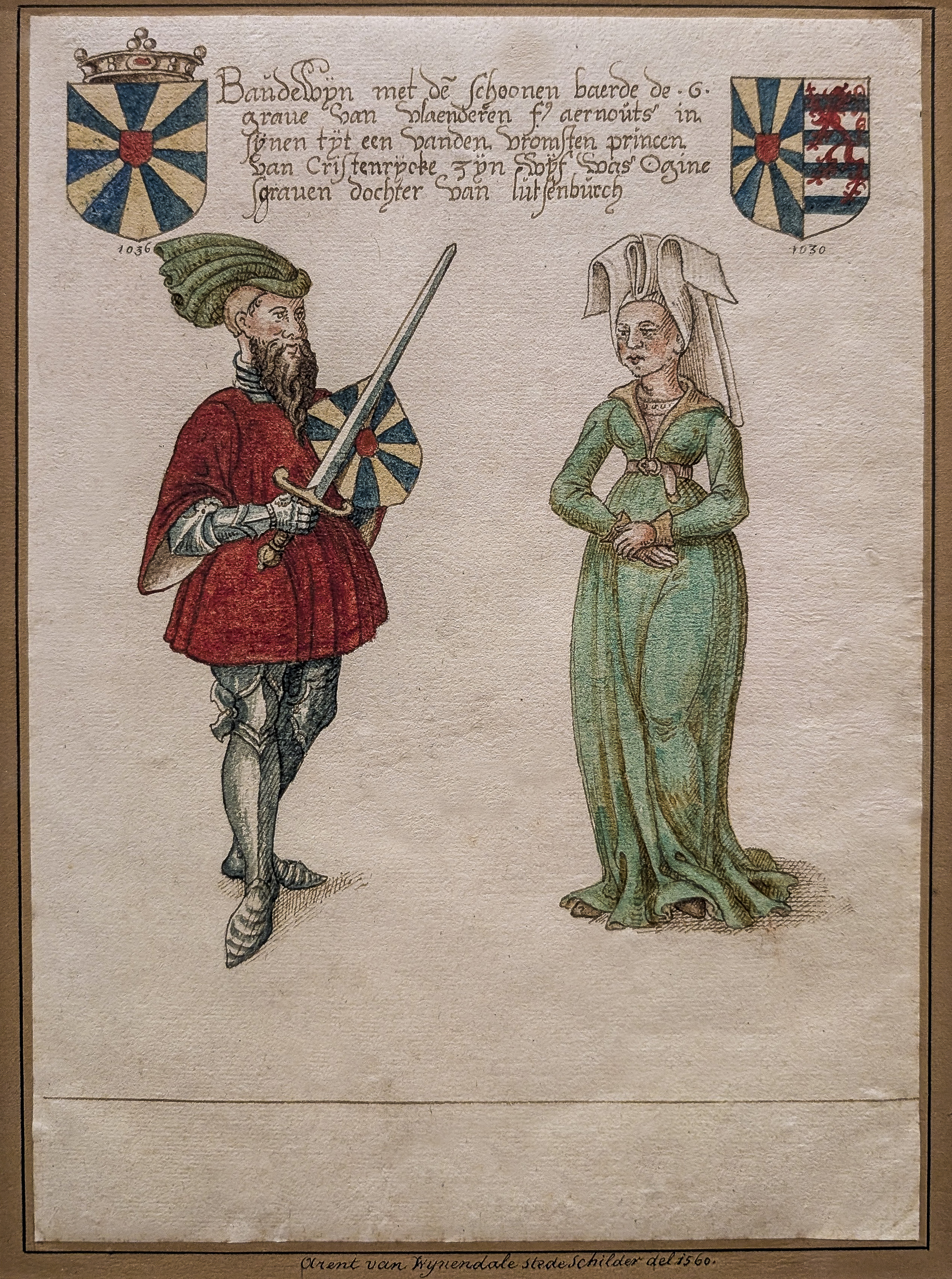
Boudewijn IV van Vlaanderen en Otgiva van Luxemburg van Arent van Wijnendale

In 1012 werd Boudewijn beleend met Walachria-Bevelandia (Zeeland Bewestenschelde) en het gebied dat later de Vier Ambachten zou worden. Dankzij gewiekste onderhandelingen met de keizer verkreeg hij in 1015 de mark Valencijn, in ruil voor de belofte zich afzijdig te houden in het interne Lotharingse conflict tussen de Reiniers en de graven van Verdun. Het lang begeerde markgraafschap Ename in het gouwgraafschap Brabant werd hem echter niet door de keizer gegund, zelfs niet na de inname (en verwoesting) van de hertogelijke burcht te Ename in 1033/1034.
Boudewijn stichtte de Abdij van Sint-Winoksbergen in 1022, in de nabijheid van zijn kasteel daar. In 1028 arrangeerde hij het huwelijk van zijn zoon Boudewijn met Adela van Mesen, een dochter van Robert II, koning van Frankrijk. Na zijn huwelijk kwam Boudewijn V in opstand en Boudewijn IV moest naar Normandië vluchten. Hij nam daar Eleonora, dochter van Richard II van Normandië tot tweede echtgenote en wist met Normandische steun de opstand snel te onderdrukken (12 september 1028 te Oudenaarde). Nadien kreeg Boudewijn V wel een rol in het bestuur. In 1031 steunde Boudewijn Robert I van Bourgondië in zijn poging om koning van Frankrijk te worden in plaats van zijn broer Hendrik I van Frankrijk.
Boudewijns expansiepolitiek was duidelijk gericht op de beheersing van het Scheldebekken, waarvan hij het economisch belang begreep. Tijdens zijn bewind begon de lakenindustrie ook vaste vorm aan te nemen. Boudewijn was eigenaar van de schorren langs de kust, waar schapen werden gefokt, en hij was waarschijnlijk de eerste wolleverancier van de Atrechtse draperie. Graaf Boudewijn spande zich ook in om de godsvrede te laten respecteren in zijn graafschap. Tijdens zijn bewind kreeg Brugge de eerste stadsrechten en zou hij Rijsel hebben gesticht. Hij werd begraven in de Sint-Pietersabdij te Gent.

## Huwelijken en kinderen

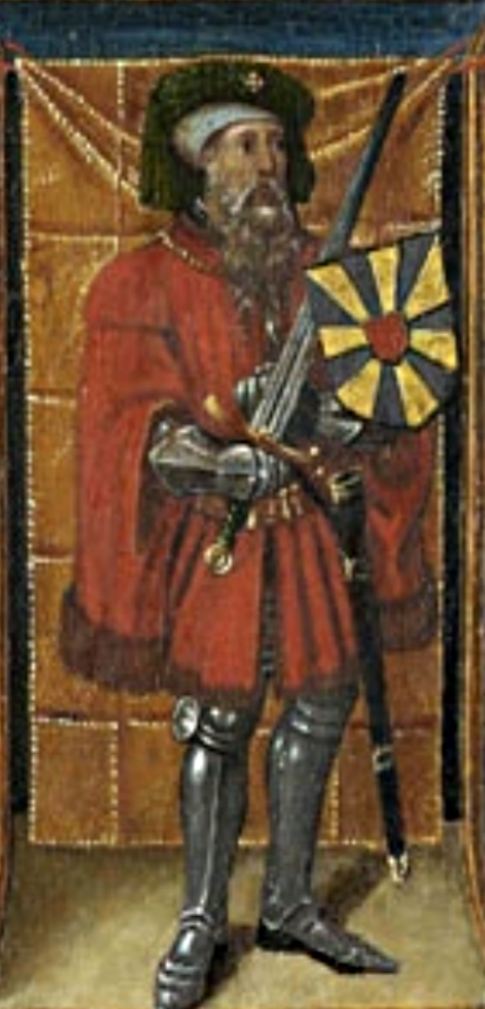
Boudewijn IV van Vlaanderen

1. In 1012 met Otgiva (ca. 990 - Gent, 21 februari 1028), dochter van Frederik van Luxemburg, graaf in de Moezelgouw (zoon van Siegfried I van Luxemburg), en Irmentrude van de Wetterau
2. In 1028 met Eleonora (ca. 1010 - 23 december 1035), dochter van hertog Richard II van Normandië en Judith van Bretagne

Uit het eerste huwelijk:
- Boudewijn V van Rijsel
- Ermengarde
- waarschijnlijk nog een dochter, later echtgenote van Reinier van Leuven, zoon van Lambert I van Leuven

Uit het tweede huwelijk:
- Judith Fausta van Beieren, gehuwd in 1051 met Tostig Godwinsson, graaf van Northumberland, en in 1071 met Welf IV, hertog van Beieren

## Voorouders
| Voorouders van Boudewijn IV van Vlaanderen | Voorouders van Boudewijn IV van Vlaanderen                                  | Voorouders van Boudewijn IV van Vlaanderen                                  | Voorouders van Boudewijn IV van Vlaanderen                                  | Voorouders van Boudewijn IV van Vlaanderen                                  | Voorouders van Boudewijn IV van Vlaanderen                             | Voorouders van Boudewijn IV van Vlaanderen                             | Voorouders van Boudewijn IV van Vlaanderen                             | Voorouders van Boudewijn IV van Vlaanderen                             |
| ------------------------------------------ | --------------------------------------------------------------------------- | --------------------------------------------------------------------------- | --------------------------------------------------------------------------- | --------------------------------------------------------------------------- | ---------------------------------------------------------------------- | ---------------------------------------------------------------------- | ---------------------------------------------------------------------- | ---------------------------------------------------------------------- |
| Overgrootouders                            | Arnulf I van Vlaanderen (889-965) ∞934 Aleidis van Vermandois (916-960)     | Arnulf I van Vlaanderen (889-965) ∞934 Aleidis van Vermandois (916-960)     | Herman Billung (±900–973) ∞ Hildegarde van Westerburg (?–?)                 | Herman Billung (±900–973) ∞ Hildegarde van Westerburg (?–?)                 | Adalbert van Ivrea (±875–924) ∞ Gisela van Friuli (±880–910)           | Adalbert van Ivrea (±875–924) ∞ Gisela van Friuli (±880–910)           | Boso III van Arles (885-936) ∞ Willa van Bourgondië (?-?)              | Boso III van Arles (885-936) ∞ Willa van Bourgondië (?-?)              |
| Grootouders                                | Boudewijn III van Vlaanderen (940-962) ∞ 961 Mathilde van Saksen (942-1008) | Boudewijn III van Vlaanderen (940-962) ∞ 961 Mathilde van Saksen (942-1008) | Boudewijn III van Vlaanderen (940-962) ∞ 961 Mathilde van Saksen (942-1008) | Boudewijn III van Vlaanderen (940-962) ∞ 961 Mathilde van Saksen (942-1008) | Berengarius II van Italië (±900–966) ∞ Willa III van Toscane (?–?)     | Berengarius II van Italië (±900–966) ∞ Willa III van Toscane (?–?)     | Berengarius II van Italië (±900–966) ∞ Willa III van Toscane (?–?)     | Berengarius II van Italië (±900–966) ∞ Willa III van Toscane (?–?)     |
| Ouders                                     | Arnulf II van Vlaanderen (960-988) ∞ 968 Suzanna van Italië (950-1003)      | Arnulf II van Vlaanderen (960-988) ∞ 968 Suzanna van Italië (950-1003)      | Arnulf II van Vlaanderen (960-988) ∞ 968 Suzanna van Italië (950-1003)      | Arnulf II van Vlaanderen (960-988) ∞ 968 Suzanna van Italië (950-1003)      | Arnulf II van Vlaanderen (960-988) ∞ 968 Suzanna van Italië (950-1003) | Arnulf II van Vlaanderen (960-988) ∞ 968 Suzanna van Italië (950-1003) | Arnulf II van Vlaanderen (960-988) ∞ 968 Suzanna van Italië (950-1003) | Arnulf II van Vlaanderen (960-988) ∞ 968 Suzanna van Italië (950-1003) |
| Boudewijn IV van Vlaanderen (980–1035)     |                                                                             |                                                                             |                                                                             |                                                                             |                                                                        |                                                                        |                                                                        |                                                                        |